# Peter Runggaldier
Pour les articles homonymes, voir Runggaldier.
Peter Runggaldier, né le 29 décembre 1968 à Bressanone, est un ancien skieur alpin italien.

## Palmarès

### Championnats du monde
- Championnats du monde de 1991 à Saalbach (Autriche)
  -  Médaille d'argent en Descente

### Coupe du monde
- Meilleur résultat au classement général : 14e en 1996
  - Vainqueur de la coupe du monde de super-G en 1995
  - 2 victoires : 2 super-G
  - 12 podiums

#### Saison par saison
- Coupe du monde 1989 :
  - Classement général : 42e
- Coupe du monde 1990 :
  - Classement général : 28e
- Coupe du monde 1991 :
  - Classement général : 38e
- Coupe du monde 1992 :
  - Classement général : 123e
- Coupe du monde 1993 :
  - Classement général : 42e
- Coupe du monde 1994 :
  - Classement général : 29e
- Coupe du monde 1995 :
  - Classement général : 18e
    - Vainqueur de la coupe du monde de super-G
    - 1 victoire en super-G : Whistler Mountain
- Coupe du monde 1996 :
  - Classement général : 14e
    - 1 victoire en super-G : Hakuba
- Coupe du monde 1997 :
  - Classement général : 36e
- Coupe du monde 1998 :
  - Classement général : 31e
- Coupe du monde 1999 :
  - Classement général : 39e
- Coupe du monde 2000 :
  - Classement général : 34e

### Arlberg-Kandahar
- Meilleur résultat : 19e place dans la descente 1993 à Garmisch